# 리분희 (가수)
리분희(李粉姬, 1972년~)는 조선민주주의인민공화국의 보천보전자악단 소속 가수이다.

## 상세
시원시원한 음성으로 노래 부르는 것이 특징이며, 김광숙 등과 함께 잘 알려진 북한의 여성 가수이다. 2000년대에 북한 및 일본에서 유명한 북한 가수 중 한명이었다. 리분희의 노래 중에서 대한민국에서도 잘 알려진 녀성은 꽃이라네라는 곡은 1992년에 작곡한 노래로, 대한민국 여성 가수인 `통일소녀(길정화)`가 리메이크 했다. 이밖에도 1950년대에 만들어진 〈정찰병의 노래〉와 보천보전자악단에서 연주한 〈나를 부르는 소리〉를 불렸다. 1991년 일본에서 보천보전자악단 소속으로 공연을 하기도 하였으며, 이는 영상 자료로 남아있다.

## 노래
- 녀성은 꽃이라네